# Seznam brigad Korpusa mornariške pehote Združenih držav Amerike
Seznam brigad Korpusa mornariške pehote ZDA.

## Marinske ekspedicijske brigade
- US 1. marinska ekspedicijska brigada (ZDA)
- US 2. marinska ekspedicijska brigada (ZDA)
- US 3. marinska ekspedicijska brigada (ZDA)
- US 4. marinska ekspedicijska brigada (ZDA)
- US 5. marinska ekspedicijska brigada (ZDA)
- US 7. marinska ekspedicijska brigada (ZDA)
- US 9. marinska ekspedicijska brigada (ZDA)

## Marinske začasne brigade
- 1. marinska brigada (začasna)
- 2. marinska brigada (začasna)
- 3. marinska brigada (začasna)